# Graeme Sherman
Graeme Archibald Sherman (25 dicembre 1937) è un ex pallanuotista australiano.
Ha partecipato, come membro dell'Australia, alle Olimpiadi di Roma 1960, partecipando al torneo di pallanuoto.